# Bribón
Bribón es el nombre de un equipo de vela y de los yates que utiliza. Hasta el "Bribón XVI", incluido, su armador era el catalán José Cusí y competía representando al Real Club Náutico de Barcelona (España).
El armador del "Bribón XVII" es José Álvarez Stelling, y navega con la grímpola del Real Club Náutico de Sangenjo.
Entre su tripulación destaca la presencia del Rey de España, Juan Carlos I.

## Historia
El primer "Bribón" navegó en 1971 y era un Elvstrom-Half Tone. El Rey Juan Carlos I se unió a la tripulación del "Bribón II", en 1972, tras disputar los Juegos Olímpicos de Múnich 1972 con su Dragon "Fortuna". Aquel "Bribón II" era un One Tone de 11 metros de eslora.
El último antes de los de la categoría de Clásicos, el "Bribón XV", era un yate de segunda mano (ex-"Matador"), de la clase Transpac 52 (TP52), adquirido por José Cusí al armador argentino Alberto Roemmers a finales de 2010. Tras la decisión del armador del equipo, José Cusí, de retirarse al terminar la temporada 2011 del Circuito Audi MedCup, el yate fue vendido al armador chino Karl Kwork, del Royal Hong Kong Yacht Club (dueño de la compañía Wing On) por 600.000 euros.
El anterior, el "Bribón XIV", también era un monocasco de la clase TP52 construido en el mismo astillero, King Marine de Alginet, Valencia, y fue el último en el que navegó el rey Juan Carlos I. El "Bribón XIII" también era un TP52, diseñado por Bruce Farr, y construido en los astilleros Cookson de Nueva Zelanda.
Todos han navegado bajo pabellón español y hasta el Bribón XV, incluido, con la grímpola del Real Club Náutico de Barcelona, pasando a arbolar la grímpola del Real Club Náutico de Sangenjo a partir del Bribón XVI.

## Bribón I
| Puesto | Nombre                         |
| ------ | ------------------------------ |
| Caña   | Paco Blasco y Salvador Pujadas |

- Botado: 1973
- Eslora: 9 m
- Clase: Elvstrom Half Tone

## Bribón II
| Puesto | Nombre                                      |
| ------ | ------------------------------------------- |
| Caña   | Juan Carlos de Borbón y Borbón-Dos Sicilias |

- Botado: 1976
- Eslora: 11 m
- Clase: One Tone

## Bribón III
| Puesto | Nombre                                      |
| ------ | ------------------------------------------- |
| Caña   | Juan Carlos de Borbón y Borbón-Dos Sicilias |

- Botado: 1979
- Eslora: 12 m
- Clase: Ron Holland Two Tone

## Bribón IV
| Puesto | Nombre                                                         |
| ------ | -------------------------------------------------------------- |
| Caña   | Juan Carlos de Borbón y Borbón-Dos Sicilias y Alejandro Guasch |

- Botado: 1982
- Eslora: 13 m
- Clase: Frers43

## Bribón V
| Puesto | Nombre                                                         |
| ------ | -------------------------------------------------------------- |
| Caña   | Juan Carlos de Borbón y Borbón-Dos Sicilias y Alejandro Guasch |

- Botado: 1985
- Eslora: 14 m
- Clase: Frers46

## Bribón VI
| Puesto | Nombre                                                    |
| ------ | --------------------------------------------------------- |
| Caña   | Juan Carlos de Borbón y Borbón-Dos Sicilias y Jan Santana |

- Botado: 1988
- Eslora: 10 m
- Clase: Jouvert Niver 3/4 Ton

## Bribón VII
| Puesto | Nombre                                                                           |
| ------ | -------------------------------------------------------------------------------- |
| Caña   | Juan Carlos de Borbón y Borbón-Dos Sicilias, Jorge del Tarré y José Luis Doreste |

- Botado: 1989
- Eslora: 10 m
- Clase: Claudio Fontana Maleto 3/4 Ton

## Bribón VIII
| Puesto | Nombre                                                                  |
| ------ | ----------------------------------------------------------------------- |
| Caña   | Juan Carlos de Borbón y Borbón-Dos Sicilias y Pedro Campos Calvo-Sotelo |

- Botado: 1991
- Eslora: 12,1 m
- Clase: Farr One Ton

## Bribón IX
| Puesto | Nombre                                                           |
| ------ | ---------------------------------------------------------------- |
| Caña   | Juan Carlos de Borbón y Borbón-Dos Sicilias y Lorenzo Bortolotti |

- Botado: 1994
- Eslora: 14,9 m
- Clase: Farr 44

## Bribón X
| Puesto | Nombre                                                                                   |
| ------ | ---------------------------------------------------------------------------------------- |
| Caña   | Juan Carlos de Borbón y Borbón-Dos Sicilias, Jorge del Tarré y Pedro Campos Calvo-Sotelo |

- Botado: 1997
- Eslora: 14,9 m
- Clase: Farr 49

## Bribón XI
| Puesto | Nombre |
| ------ | --- |
| Caña   | Juan Carlos de Borbón y Borbón-Dos Sicilias, Jorge del Tarré, Pedro Campos Calvo-Sotelo, Ross Macdonald y Bouwe Bekking |

- Botado: 2000
- Eslora: 14,9 m
- Clase: Farr 53

## Bribón XII
| Puesto | Nombre |
| ------ | --- |
| Caña   | Juan Carlos de Borbón y Borbón-Dos Sicilias, Jorge del Tarré, Pedro Campos Calvo-Sotelo y Giorgio Goldoni |

- Botado: 2003
- Eslora: 16,6 m
- Clase: Judel/Vrolijk 55
- Número de vela: ESP6446
- Patrocinador principal: Telefonica Movistar

## Bribón XIII
| Puesto | Nombre                                                                                      |
| ------ | ------------------------------------------------------------------------------------------- |
| Caña   | Juan Carlos de Borbón y Borbón-Dos Sicilias, José María Torcida y Pedro Campos Calvo-Sotelo |

- Botado: 2005
- Eslora: 15,84 m
- Clase: Transpac 52 (Bruce Farr)

## Bribón XIV
| Puesto | Nombre |
| ------ | --- |
| Caña   | Juan Carlos de Borbón y Borbón-Dos Sicilias, Gonzalo Araujo, Dean Barker, Bouwe Bekking, James Spithill y Thierry Pepponet |

- Botado: 2007
- Eslora: 15,84 m
- Clase: Transpac 52 (Judel/Vrolijk)

## Bribón XV
Además del equipo de diseño y del equipo de tierra, los doce tripulates del "Bribón XV" fueron los siguientes:
| Puesto             | Nombre              |
| ------------------ | ------------------- |
| Caña               | Gonzalo Araújo      |
| Táctico            | Ross Macdonald      |
| Trimmer de mayor   | Nacho Braquehais    |
| Trimmer            | David Madrazo       |
| Trimmer            | Ignacio Triay       |
| Coffees            | Federico Giovanelli |
| Coffees            | Francesco Scalici   |
| Proa               | Pedro Mas           |
| Topo               | Francis Oleary      |
| Navegante          | Marcel Van Triest   |
| Piano              | David Vera          |
| Ayudante de bañera | Alberto Viejo       |

- Número de Vela: ESP7552
- Botado: 2009
- Eslora: 15,85 m
- Manga: 4,37 m
- Superficie vélica: 247 m²
- Clase: Transpac 52 (Judel/Vrolijk)
- Astillero: King Marine
- Diseño: Rolf Vrolijk
- Patrocinador principal: La Caixa
- Patrocinadores de referencia: Telefónica

## Bribón XVI
El "Bribón XVI" fue el primero de la clase 6m, y primero de la categoría de "Clásicos", adquirido en 2015.
| Puesto | Nombre                                      |
| ------ | ------------------------------------------- |
| Caña   | Juan Carlos de Borbón y Borbón-Dos Sicilias |

- Botado: 1929
- Eslora: 11 m
- Clase: 6 metros
- Astillero: Abrahamsson & Son
- Diseño: Gustaf Estlander

## Bribón XVII
El "Bribón XVII" es el segundo de la clase 6m.
| Puesto | Nombre                                      |
| ------ | ------------------------------------------- |
| Caña   | Juan Carlos de Borbón y Borbón-Dos Sicilias |

- Botado: 2017
- Clase: 6 metros
- Astillero: Astilleros Garrido y Astilleros Lagos
- Diseño: Javier Cela y Juan Kouyoumdjian
- Eslora: 11 m
- Manga: 2,04 m
- Calado: 1,62 m
- Desplazamiento: 4.050 kg
- Mástil: 14 m (fibra de vidrio)
- Patrocinador principal: Movistar

## Palmarés
- 6 Copas del Rey
- 1 Sardinia Cup
- 11 Trofeos Conde de Godó (1975, 1976, 1977, 1978, 1982, 1983, 1991, 1994, 1995, 1996 y 1997)
- 1 World Champion IMS Rolex Cup  Capri Italy (2003)